# Matt Frewer
Pour les articles homonymes, voir Frewer.
Matthew George « Matt » Frewer, né le 4 janvier 1958 à Washington, dans le district of Columbia, aux États-Unis, est un acteur et producteur canado-américain.
Il est surtout connu pour son rôle de L'Ordure (Trashcan Man), dans la série télévisée Le Fléau (1994), inspirée de l'œuvre de Stephen King.
C'est un spécialiste des petits rôles, ou « troisième couteau ».

## Biographie
Matt Frewer est né le 4 janvier 1958 à Washington, dans le District of Columbia, aux (États-Unis).

## Filmographie

### Comme acteur

#### Cinéma
- 1983 : La Loi des seigneurs (en) (The Lords of Discipline) : Senior
- 1983 : Monty Python : Le Sens de la vie (The Meaning of Life) : Cornered Executive who Jumps
- 1983 : The Crimson Permanent Assurance : ??
- 1984 : Supergirl : Eddie, Truck Driver
- 1985 : Drôles d'espions (Spies Like Us) : Soldat #2
- 1987 : Ishtar : Agent de la CIA
- 1987 : Le Quatrième protocole (The Fourth Protocol) de John Mackenzie : Tom McWhirter
- 1989 : Cannonball III (Speed Zone!) : Alec Stewart
- 1989 : Chérie, j'ai rétréci les gosses (Honey, I Shrunk the Kids) : Russell 'Russ' Thompson, Sr. (Big Russ Thompson)
- 1989 : Mauvaises Rencontres (Far from Home) : Charlie Cox
- 1990 : Short Time (en) : Ernie Dills
- 1991 : La Prise de Beverly Hills (The Taking of Beverly Hills) : Ed Kelvin
- 1993 : Twenty Bucks : Receding Bingo Winner
- 1995 : Driving Mr. Pink : La panthère rose (voix)
- 1995 : Alarme Totale (National Lampoon's Senior Trip) : Principal Todd Moss
- 1996 : Le Cobaye 2 (Lawnmower Man 2: Beyond Cyberspace) : Jobe Smith
- 1997 : Hercule (Hercules) : Panic (voix)
- 1997 : Breast Men (en) : Gerald Krzemien
- 1998 : Un amour en or (Heartwood) : Frank Burris (voix)
- 1999 : 6ix : Satan, Nathan, Lucy, Mother, Father
- 2000 : CyberWorld : Frazzled (voix)
- 2004 : L'Armée des morts (Dawn of the Dead) : Frank
- 2004 : Intern Academy : Dr Anton Keller
- 2004 : La Maison au bout du monde (A Home at the End of the World) : Ned Glover
- 2004 : Going the Distance : Farmer Joseph
- 2004 : Geraldine's Fortune (en) : Cameron Geary
- 2004 : Riding the Bullet : Mr Clarkson
- 2007 : Weirdsville (en) : Jason Taylor
- 2009 : Watchmen : Les Gardiens : Edward Jacobi / Moloch
- 2009 : Rampage : le père de Bill
- 2010 : Frankie et Alice (Frankie & Alice) de Geoffrey Sax : Dr Strassfield
- 2015 : La Nuit au musée : Le Secret des Pharaons : Archibald Stanley
- 2015 : Pixels : Max Headroom (voix)

### Comme producteur
- 1996 : Psi Factor, chroniques du paranormal (PSI Factor: Chronicles of the Paranormal)

### Télévision

#### Téléfilms
- 1984 : The First Olympics: Athens 1896 : Francis Adonijah 'Addie' Lane
- 1985 : Max Headroom : Edison Carter / Max Headroom
- 1985 : Displaced Person : Soldier
- 1985 : Tender Is the Night : American in Bar
- 1993 : Complot meurtrier contre une pom-pom girl (The Positively True Adventures of the Alleged Texas Cheerleader-Murdering Mom) : Troy McKinney
- 1993 : The Day My Parents Ran Away : Bob Miller
- 1994 : Le Fléau (The Stand) : Trashcan Man
- 1994 : Long Shadows : Edwin O. Reischauer
- 1994 : In Search of Dr. Seuss (en) : The Cat in the Hat
- 1995 : Kissinger and Nixon : Général Alexander Haig (Département des affaires de la Sécurité Nationale du président)
- 1996 : Apollo 11: Gene Kranz
- 1996 : Generation X : Russel Trask
- 1997 : Dead Man's Gun : Norbert Datry (segment Fool's Gold)
- 1997 : Quicksilver Highway : Charlie / Dr Charles George
- 1997 : Desert's Edge : Greg
- 1997 : Le Vaisseau de l'enfer (Dead Fire) : Max Durbin
- 1998 : Gargoyles: The Hunted : Jackal (voix)
- 1998 : Gargoyles: Brothers Betrayed : Jackal (voix)
- 1998 : Chienne de vie ! (In the Doghouse) : Scott Wagner
- 1999 : Hercules: Zero to Hero : Panic (voix)
- 2000 : Jailbait : Al Fisher
- 2000 : Le Chien des Baskerville : Sherlock Holmes
- 2001 : Crime en Bohême (The Royal Scandal) : Sherlock Holmes
- 2001 : Le Signe des 4 (The Sign of Four) : Sherlock Holmes
- 2002 : Le Vampire de Whitechapel (The Case of the Whitechapel Vampire) : Sherlock Holmes
- 2002 : Disparition (Taken) : Dr Chet Wakeman
- 2002 : Mickey's House of Villains : Panic (voix)
- 2006 : Désolation (Desperation) : Ralph Carver
- 2010 : La Guerre des guirlandes (Battle of the Bulbs) : Stu Jones
- 2011 : La Maison sur le lac : Sid Noonan

#### Séries télévisées
- 1985 : Max Headroom : Max Headroom
- 1987 : The Original Max Talking Headroom Show : Max Headroom
- 1987 : Max Headroom : Max Headroom / Edison Carter
- 1991 : Star Trek The Next Generation : Professeur Berlingoff Rasmussen (Saison 5, épisode 9)
- 1992 - 1993 : Shaky Ground (en) : Bob Moody
- 1993 : La Nouvelle Panthère rose (The Pink Panther, 1993-1996)  : Pink Panther (voix)
- 1994 : The Itsy Bitsy Spider : The Exterminator
- 1994 : Aladdin : Lord Chaos
- 1995 : Dumb and Dumber : Lloyd (voix)
- 1996 : Bruno the Kid (en) : Booby Vicious (voix)
- 1996 : Au-delà du réel : L'aventure continue / The Outer Limits : Norman Glass (épisode 2.07 : Anniversaire de mariage).
- 1996 - 1999 : Psi Factor, chroniques du paranormal (PSI Factor: Chronicles of the Paranormal) : Matt Prager
- 1998 : Toonsylvania : Dedgar Deadman (voix)
- 1998 : Hercule : Panic (voix)
- 2001 : Disney's tous en boîte (House of Mouse) : Panic (voix)
- 2006 : Eureka : Jim Taggart
- 2006 : Intelligence : Ted Altman
- 2006 : Les Maîtres de l'horreur : Wally (1x5)
- 2009 : Alice : Le chevalier blanc / Charlie
- 2010 : Supernatural Saison 5 : Pestilence
- 2012 : Falling Skies : Général Bressler
- 2013 : Orphan Black : Dr Aldous Leekie
- 2013 : The Witches of East End : Le Métamorphe
- 2014 : The Knick : Dr J.M. Christiansen
- 2014 : Flynn Carson et les Nouveaux Aventuriers : Dulaque
- 2016 : 12 Monkeys : Dr Kirschner
- 2016 : Timeless : Anthony Bruhl
- 2018 : La Vérité sur l'affaire Harry Quebert : Père de Nola Kellergan
- 2018 : Altered Carbon : Carnage
- 2019 : The Order : Péter Morton
- 2019 : Fear The Walking Dead : Logan (5 épisodes)
- 2019 : The Magicians : Le relieur